# Tourville-sur-Arques
Tourville-sur-Arques és un municipi francès situat al departament del Sena Marítim i a la regió de Normandia. L'any 2007 tenia 1.177 habitants.

## Demografia

### Població
El 2007 la població de fet de Tourville-sur-Arques era de 1.177 persones. Hi havia 428 famílies de les quals 72 eren unipersonals (32 homes vivint sols i 40 dones vivint soles), 146 parelles sense fills, 190 parelles amb fills i 20 famílies monoparentals amb fills.
La població ha evolucionat segons el següent gràfic:
Habitants censats

### Habitatges
El 2007 hi havia 464 habitatges, 437 eren l'habitatge principal de la família, 12 eren segones residències i 15 estaven desocupats. 459 eren cases i 1 era un apartament. Dels 437 habitatges principals, 382 estaven ocupats pels seus propietaris, 47 estaven llogats i ocupats pels llogaters i 9 estaven cedits a títol gratuït; 1 tenia una cambra, 13 en tenien dues, 59 en tenien tres, 117 en tenien quatre i 247 en tenien cinc o més. 397 habitatges disposaven pel capbaix d'una plaça de pàrquing. A 176 habitatges hi havia un automòbil i a 233 n'hi havia dos o més.

### Piràmide de població
La piràmide de població per edats i sexe el 2009 era:
| Homes | Edats   | Dones |
| ----- | ------- | ----- |
| 0     | 95 o +  | 0     |
| 0     | 90 a 94 | 4     |
| 0     | 85 a 89 | 0     |
| 0     | 80 a 84 | 0     |
| 20    | 75 a 79 | 4     |
| 16    | 70 a 74 | 16    |
| 12    | 65 a 69 | 24    |
| 48    | 60 a 64 | 40    |
| 20    | 55 a 59 | 48    |
| 48    | 50 a 54 | 52    |
| 44    | 45 a 49 | 28    |
| 32    | 40 a 44 | 40    |
| 56    | 35 a 39 | 40    |
| 36    | 30 a 34 | 48    |
| 32    | 25 a 29 | 28    |
| 44    | 20 a 24 | 12    |
| 56    | 15 a 19 | 36    |
| 32    | 10 a 14 | 28    |
| 20    | 5 a 9   | 40    |
| 28    | 0 a 4   | 32    |

## Economia
El 2007 la població en edat de treballar era de 734 persones, 526 eren actives i 208 eren inactives. De les 526 persones actives 485 estaven ocupades (257 homes i 228 dones) i 42 estaven aturades (21 homes i 21 dones). De les 208 persones inactives 87 estaven jubilades, 65 estaven estudiant i 56 estaven classificades com a «altres inactius».

### Ingressos
El 2009 a Tourville-sur-Arques hi havia 451 unitats fiscals que integraven 1.253 persones, la mediana anual d'ingressos fiscals per persona era de 18.371 €.

### Activitats econòmiques
Dels 27 establiments que hi havia el 2007, 1 era d'una empresa extractiva, 2 d'empreses alimentàries, 1 d'una empresa de fabricació d'altres productes industrials, 9 d'empreses de construcció, 6 d'empreses de comerç i reparació d'automòbils, 2 d'empreses de transport, 2 d'empreses d'hostatgeria i restauració, 1 d'una empresa financera, 1 d'una empresa immobiliària i 2 d'empreses classificades com a «altres activitats de serveis».
Dels 11 establiments de servei als particulars que hi havia el 2009, 5 eren paletes, 2 guixaires pintors, 2 fusteries, 1 electricista i 1 restaurant.
Dels 2 establiments comercials que hi havia el 2009, 1 era una botiga de menys de 120 m² i 1 una fleca.
L'any 2000 a Tourville-sur-Arques hi havia 6 explotacions agrícoles que ocupaven un total de 366 hectàrees.

## Equipaments sanitaris i escolars
El 2009 hi havia 1 escola maternal i 1 escola elemental.

## Poblacions més properes
El següent diagrama mostra les poblacions més properes.